# 돗토리번
돗토리 번(일본어: 鳥取藩 톳토리한[*])은 에도 시대 이나바국·호키국을 지배했던 번으로, 도자마 다이묘들이 다스렸으며 지금의 돗토리현에 속해 있었다. 1632년 이후부터 폐번치현까지 32만 5천 석 규모의 대형 번이었다. 번청은 돗토리성(지금의 돗토리시 히가시정)이다.

## 역대 번주
이케다 가문(쓰네오키-나가요시(長吉) 계통)
1. 이케다 나가요시(池田長吉) 재위 1600년 ~ 1614년
2. 이케다 나가요시(池田長幸) 재위 1614년 ~ 1617년

이케다 가문(종가, 쓰네오키-데루마사-도시타카 계통)
1. 이케다 미쓰마사(池田光政) 재위 1617년 ~ 1632년

이케다 가문(쓰네오키-데루마사-다다카쓰 계통)
1. 이케다 미쓰나카(池田光仲) 재위 1632년 ~ 1685년
2. 이케다 쓰나키요(池田綱清) 재위 1685년 ~ 1700년
3. 이케다 요시야스(池田吉泰) 재위 1700년 ~ 1739년
4. 이케다 무네야스(池田宗泰) 재위 1739년 ~ 1747년
5. 이케다 시게노부(池田重寛) 재위 1747년 ~ 1783년
6. 이케다 하루미치(池田治道) 재위 1783년 ~ 1798년
7. 이케다 나리쿠니(池田斉邦) 재위 1798년 ~ 1807년
8. 이케다 나리토시(池田斉稷) 재위 1807년 ~ 1830년
9. 이케다 나리미치(池田斉訓) 재위 1830년 ~ 1841년
10. 이케다 요시유키(池田慶行) 재위 1841년 ~ 1848년
11. 이케다 요시타카(池田慶栄) 재위 1848년 ~ 1850년
12. 이케다 요시노리(池田慶徳) 재위 1850년 ~ 1871년
13. 이케다 데루토모(池田輝知) 재위 1871년

## 지번

### 시카노 번

#### 역대 번주
이케다가 2만 5천석 → 3만석 도자마
1. 나카즈미(仲澄)
2. 나카테루(仲央)
3. 나카쓰네(仲庸)
4. 즈미노부(澄延)
5. 노부토시(延俊)
6. 즈미토키(澄時)
7. 나카마사(仲雅)
8. 나카노리(仲律)
9. 나카타쓰(仲建)
10. 노리즈미(徳澄)

### 와카사 번

#### 역대 번주
이케다가 2만석 도자마
1. 기요사다(清定)
2. 사다마사(定賢)
3. 사다요리(定就)
4. 사다노리(定得)
5. 사다쓰네(定常)
6. 사다오키(定興)
7. 사다야스(定保)
8. 기요나오(清直)
9. 기요쓰구(清緝)
10. 노리사다(徳定)

## 같이 보기
- 폐번치현